# Fockbek
Fockbek (duń. Fokbæk) – miejscowość i gmina w Niemczech, w kraju związkowym Szlezwik-Holsztyn, w powiecie Rendsburg-Eckernförde, siedziba Związku Gmin Fockbek.

## Współpraca
- Mirow, Meklemburgia-Pomorze Przednie[1]